# Funakaye
Funakaye é uma área de governo local de Gombe, Nigéria. Sua sede está na cidade de Bajoga.
A LGA Funakaye é delimitada a leste pelo rio Gongola e lago Dadin Kowa, além dos quais se encontra o Yobe (estado).
Possui uma área de 1,415 km ² e uma população de 236.087 no censo de 2006.
O código postal da área é 762.